# Dendropsophus luddeckei
Dendropsophus luddeckei é uma espécie de anfíbio anuro da família Hylidae. Está presente na Colômbia. A UICN classificou-a como deficiente de dados.